# Ralph Guldahl
Ralph J Guldahl (Dallas, 22 november 1911 - Sherman Oaks, 11 juni 1987) was een professioneel golfer uit de Verenigde Staten. 

## Biografie
Nadat hij in 1930 de Woodrow Wilson High School had afgemaakt begon Guldahl in 1931, als professional,  toernooien te spelen. In zijn rookie-jaar won hij het Santa Monica Open. In 1933 speelde hij het US Open. Als hij op de laatste hole een par zou maken, zou hij de play-off moeten spelen tegen Johnny Goodman. Het werd een bogey en hij eindigde op de 2de plaats. Na nog een paar teleurstellingen stopte hij met golf en ging auto's verkopen. Ook dat beviel niet, waarop hij in 1936 weer op toernooien verscheen. 
De volgende jaren was hij in topvorm. In 1936 won hij het Western Open en werd 2de op de Order of Merit. In 1937 en 1938 won hij niet alleen het Western Open maar ook het US Open en bovendien werd hij in beide jaren 2de bij de Masters. In 1938 was hij de laatste speler die tijdens het spelen van het Open een stropdas droeg (tot Jesper Parnevik in de 90'er jaren). Ten slotte won hij de Masters in 1939.
In 1940 stopte hij met golf. Hij schreef een instructieboek en men zegt dat hij te veel over zijn eigen swing is gaan nadenken en daarom niet meer goed speelde. Hij heeft de rest van zijn leven les gegeven op de Braemer Country Club in Los Angeles, Californië.
Guldahl werd in 1981 opgenomen in de World Golf Hall of Fame.

## Gewonnen
- 1931: Santa Monica Open
- 1932: Arizona Open
- 1934: Westwood Golf Club Open Championship
- 1936: Western Open, Augusta Open, Miami Biltmore Open
- 1937: US Open,  Western Open
- 1938: US Open,  Western Open
- 1939: Greater Greensboro Open, The Masters, Dapper Dan Open, Miami Biltmore International Four-Ball (met Sam Snead)
- 1940: Milwaukee Open, Inverness Invitational Four-Ball (met Sam Snead)